# Yui Susaki
Yui Susaki (en japonés: 須崎優衣, Susaki Yui; Matsudo, 30 de junio de 1999) es una deportista japonesa que compite en lucha libre.
Participó en dos Juegos Olímpicos de Verano, obteniendo dos medallas, oro en Tokio 2020 y bronce en París 2024, en la categoría de 50 kg.
Ganó cuatro medallas de oro en el Campeonato Mundial de Lucha entre los años 2017 y 2023.
Fue la abanderada de Japón en la ceremonia de apertura de los Juegos Olímpicos de Tokio 2020, junto con el baloncestista Rui Hachimura.

## Palmarés internacional
| Juegos Olímpicos   | Juegos Olímpicos   | Juegos Olímpicos  | Juegos Olímpicos |
| Año                | Lugar              | Medalla           | Categoría        |
| ------------------ | ------------------ | ----------------- | ---------------- |
| 2020               | Tokio (Japón)      | Medalla de oro    | 50 kg            |
| 2024               | París (Francia)    | Medalla de bronce | 50 kg            |
| Campeonato Mundial |                    |                   |                  |
| Año                | Lugar              | Medalla           | Categoría        |
| 2017               | París (Francia)    | Medalla de oro    | 48 kg            |
| 2018               | Budapest (Hungría) | Medalla de oro    | 50 kg            |
| 2022               | Belgrado (Serbia)  | Medalla de oro    | 50 kg            |
| 2023               | Belgrado (Serbia)  | Medalla de oro    | 50 kg            |